# Promnicz

Herb Promicz w opracowaniu Tadeusza Gajla

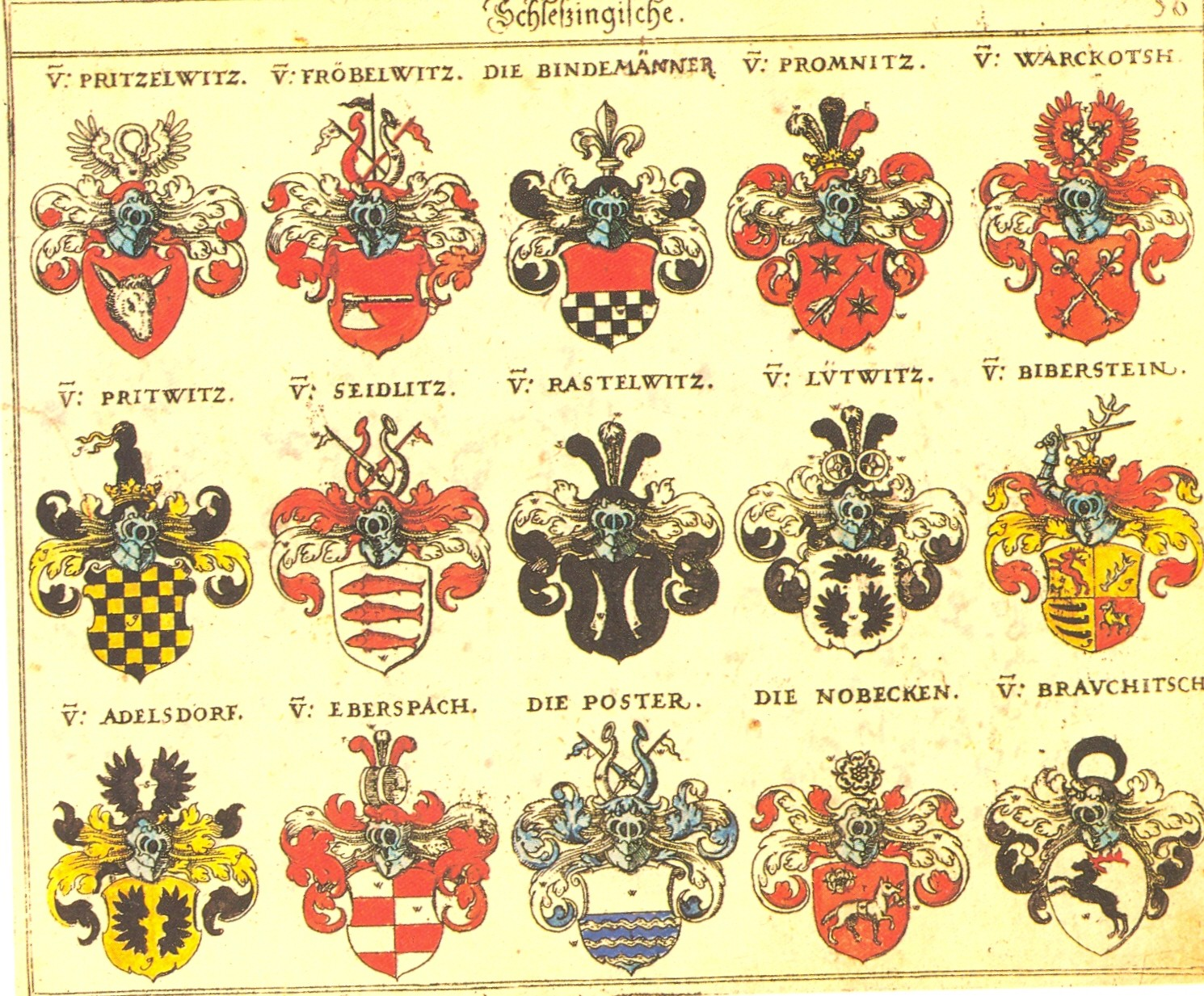
Herb Promnicz w herbarzu Siebmachera - karta 56, drugi z prawej, górny rząd

Promnicz (Promnic, Promnitz) – polski herb szlachecki, używany na Dolnym Śląsku.

## Opis herbu
Opis zgodnie z klasycznymi regułami blazonowania:
W polu czerwonym strzała srebrna w skos, między takimiż gwiazdami.
Klejnot trzy pióra strusie: srebrne, czarne i czerwone.
Labry czerwone, podbite srebrem.
W wersji średniowiecznej strzała była w słup, barwy nieznane.

## Najwcześniejsze wzmianki
Herb znany w średniowieczu. Używała go znacząca śląska rodzina Promnitzów, która uzyskała w XVI wieku czeskie tytuły baronowskie i hrabiowskie.

## Herbowni
Promnic (Promnicz, Promnitz), Stybicz.